# Rafig Gambarov
Rafiq Qəmbərov (Groznyj, 31 dicembre 1947) è un direttore della fotografia e fotografo azero.

## Biografia
Rafig (Rafail) Gambarov nato a Groznyj, il 31 dicembre 1947, ha studiato come direttore della fotografia al VGIK dal 1966 al 1971. Lavorò per parecchi anni in Russia, presso gli studi del cinegiornale di Samara.
Ha lavorato per Azerbaycanfilm e in seguito è stato caratterista di film e documentari. Ha fondato l'Azerbaijan Photographers Union nel 1998.

## Filmografia
- 1001-ci qastrol, regia di Oktai Mir-Kasimov (1974)
- Vulkana doğru, regia di Tofik Ismailov (1977)
- Yubiley dante, regia di Gyulbeniz Yusuf Azimzade e Anar Rzayev (1978)
- Istintaq, regia di Rasim Ojagov (1979)
- Chudak, regia di Ajdar Ibrahimov (1979)
- Pered zakrytoy dveryu, regia di Rasim Ojagov (1982)
- Legenda Serebryanogo ozera, regia di Eldar Kuliyev (1984)
- Burulğan, regia di Eldar Kuliyev (1986)
- Häm ziyarät, häm ticarät..., regia di Rasim Ojagov (1995)

## Onorificenze
- 1981: Premio di Stato dell'Unione Sovietica